# Sismo (banda)
Sismo es un grupo colombiano de post-rock y electrónica, con algunos elementos sutiles del folklore. Sismo creada en el 2004, es una banda colombiana que desde su comienzo ha buscado un punto de encuentro entre las nuevas corrientes musicales, con fotos sonoras (sonidos cotidianos), cantos indígenas colombianos y cualquier manifestación en sonido. Algo rock, algo electrónico, muchas veces atmosférico y tranquilo, otras explosivo y enérgico, Sismo es una fusión de muchos sonidos, estilos y movimientos, que han sido enfocados y destacados por un grupo de amigos que hacen música sobre todo lo que se deja pasar fácil en el día a día.
Sismo se mece entre lo electrónico y lo acústico, buscando un equilibrio y un punto de unión entre estos 2 estilos, cuenta con una amplia instrumentación, desde acordeón hasta guitarra, pasando por teclados, batería, glockenspiel, sintetizadores y computadores entre otros, siempre buscando formas nuevas de crear sonido.

## Miembros
Sismo fue creado por Manuel Ignacio Díaz (molo, guitarra y voz) y Álvaro José Buendia (mono, bajo y teclados). Ándrés Velásquez, (acordeón y computador) entra al grupo para el primer disco (2005). Posteriormente, a mitad del año 2005 ingresó a la banda Juan Andrés Rodríguez (gullas, batería) y Carlos Andrés Rico  (carli, teclados). Javier Ojeda (Javo), Juliana Rodríguez (Juli), entran a la banda a mediados del 2007.Daniela Zabala, y Santiago Barreto ingresan a complementar el formato en vivo a finales del 2011.

## Historia
Manuel Ignacio Díaz y Álvaro Buendia crearon Sismo en el año 2004, como un proyecto musical experimental puramente electrónico. Andrés Velásquez, entró al grupo para la realización de "Pueblo", primer álbum de la banda. Sin embargo, los tres son amigos de infancia, he hicieron música juntos desde los 5 años.

El nombre del grupo representa para la banda lo que sienten al tocar; "Un sismo siempre se asocia a un desastre natural... nosotros queremos rescatar cosas pequeñas de la vida que construyen satisfacción y sonrisas en la gente. Por eso Sismo, un temblor personal, un movimiento interno, y nace cuando tocamos". En 2005, lanzaron Pueblo (álbum), bajo el sello de Discos Nancy, una disquera que los miembros de la banda inventaron para sacar este disco. Para la gira en vivo de este álbum, Juan Andrés entró a la banda a encargarse de la percusión.

Electrolux 2005, 1.er Festival de Fusión de la Universidad Nacional, el ciclo Colón Electrónico, fueron los principales escenarios y festivales donde Sismo presentó Pueblo. Y junto a bandas como Télépopmusik, de Francia y Narcotango, de Argentina, Sismo representó en vivo a Colombia.
También con esta gira, Sismo fue nominado a los Premios Shock de la música colombiana, como mejor banda electrónica del 2005. Esto los llevó a ser una de las bandas que participó, en el compilado de música electrónica colombiana "Lounge.co 2005", donde Sismo participó con su sencillo "Purrú".

A finales del 2006, Carlos Andrés Rico, ingreso a la banda como teclista, y con su entrada, la banda comienza el proceso de creación de un nuevo álbum.

Durante el 2007, Sismo fue invitado a participar en el homenaje  que se le dio Hora Local, banda nacional de los años 80´s, donde Sismo participó con "Pasó de todo". En este homenaje también participaron artistas nacionales como Carlos Vives y Aterciopelados.

Actualmente, Sismo lanzará su nuevo álbum, La Magia Existe. "Cuando Ríes", es el primer sencillo en rotación de este álbum. Cabeza de Robot, creó el video en animación para este sencillo. y también lanzó en el 2010 avenida con su video.

## Discografía

### Álbumes
- Pueblo (álbum), 2005
- La magia existe, 2009

### Sencillos
- Mientras Duerme, 2005
- Purrú, 2005
- Pasó de todo, 2007
- Cuando ríes, 2009
- Avenida, 2010

### Compilaciones
- Longe.co 2005, 2005
- El León en concierto Vol. 2, 2007.
- Soluciones para todo menos para los problemas, 2007
- Hips and Hair x FoundTrack Limited Edition MixTape Volume 1, 2009